# Groenstaartblada
De groenstaartblada (Bleda eximius) is een zangvogel uit de familie Pycnonotidae (buulbuuls).

## Verspreiding en leefgebied
Deze soort komt voor van Sierra Leone tot Ghana.

## Status
De grootte van de populatie wordt geschat op 10.000-20.000 volwassen vogels. Door ontbossing wordt de populatie kleiner. Op de Rode lijst van de IUCN heeft deze soort daarom de status gevoelig.